# Straßenbahn Blois

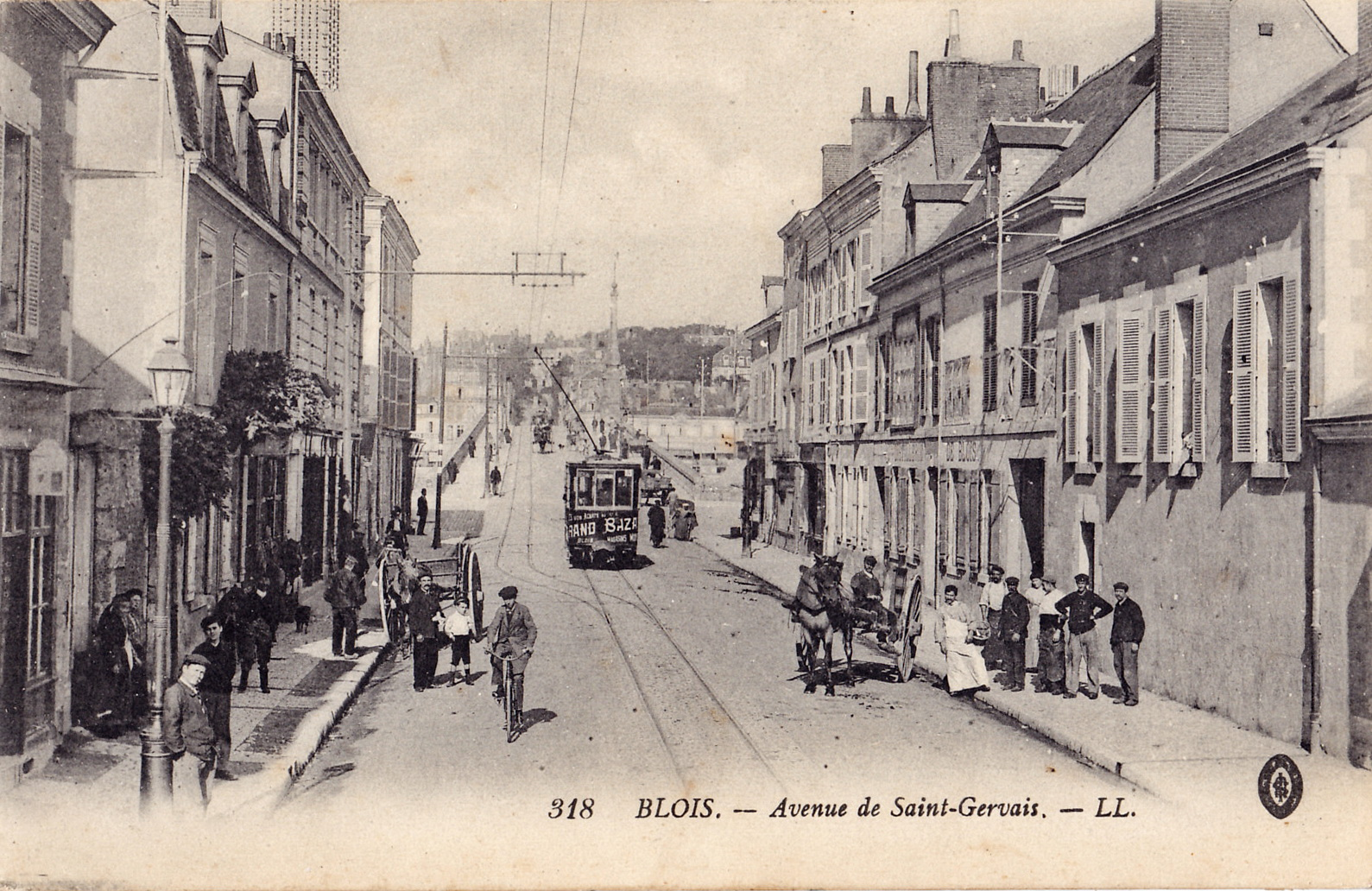
Straßenbahn auf der Avenue de Saint-Gervais

Die ehemalige Straßenbahn Blois  (frz.: Tramway de Blois - TE) bediente, von 1910 an, weniger als 25 Jahre lang den Verkehr in der Hauptstadt des Départements Loir-et-Cher.

## Geschichte
Das mit acht Kilometern Länge bescheidene meterspurige Schienennetz der „Société des Tramways Électriques de Blois – STEB“ durchzog die Innenstadt von Blois, in der sich der Knotenpunkt der elektrischen Bahn an der Place Victor-Hugo befand. Die fünf Straßenbahnlinien dienten vor allem dazu, die vier von Blois ausgehenden Strecken der Nebenbahngesellschaften TLC und TELC mit dem Zentrum und untereinander zu verbinden. Ihre Endstationen waren:
- Saint-Lazare im Norden, Strecke der TLC nach Oucques,
- Les Lices im Westen (in der Nähe des PO-Bahnhofs), Strecke der TLC nach Château-Renault

und auf dem linken Ufer der Loire in der Vorstadt Vienne, wo sich auch das Depot der Straßenbahn befand:
- Blois-Vienne, Strecke der TLC nach Saint Aignan,
- Blois-Èlectrique, Station der TELC-Strecke Cléry–Blois–Les Montils–Amboise und Selles-sur-Cher.

Der Straßenbahnbetrieb, für den elf Triebwagen zur Verfügung standen, wurde 1910 eröffnet und nach dem Ersten Weltkrieg geringfügig erweitert, aber schon am 15. März 1933 vollständig stillgelegt.
Die TLC – Compagnie des Tramways du Loir-et-Cher bediente zwischen 1888 und 1934 ein umfangreiches Netz von dampfbetriebenen Kleinbahnstrecken.
Die TELC – Société des Tramways Électriques du Loir-et Cher ergänzte das TLC-Netz mit elektrischen Lokalbahnen von 1913 bis 1933.
Obwohl Gleisverbindungen mit der Straßenbahn bestanden, konnten die Lokalbahnzüge wegen der engen Kurvenradien nicht durch die Innenstadt fahren.